# Uromyces astragali-alopecuri
Uromyces astragali-alopecuri är en svampart som beskrevs av Gjaerum 1991. Uromyces astragali-alopecuri ingår i släktet Uromyces och familjen Pucciniaceae.   Inga underarter finns listade i Catalogue of Life.